# Seydou Bathili
 (mai 2021).
Si vous disposez d'ouvrages ou d'articles de référence ou si vous connaissez des sites web de qualité traitant du thème abordé ici, merci de compléter l'article en donnant les références utiles à sa vérifiabilité et en les liant à la section « Notes et références ».
Albums de Salif Keïta
Sosie
(1995) Folon
(1998)
Seydou Bathili est un album de Salif Keïta sorti le 24 janvier 1997 sur le label Sonodisc et réédité à plusieurs reprises sur différents labels.

## Liste des titres
Les 6 titres de cet album sont, :
| No | Titre          | Durée |
| -- | -------------- | ----- |
| 1. | Seydou Bathily |       |
| 2. | Saly           |       |
| 3. | Kandja         |       |
| 4. | N'Toman        |       |
| 5. | Namory         |       |
| 6. | Super Coulou   |       |